# Méthoxyoctane
Le méthoxyoctane est un éther.

## Production et synthèse
Le méthoxyoctane peut être synthétisé par réaction entre le octylate de sodium et le bromure de méthyle. L'octylate de sodium est préparé par addition de sodium dans de l'octan-1-ol. La réaction a un rendement d'environ 50 %. Cette voie de synthèse s'appelle synthèse de Williamson.
Na + CH3(CH2)6-CH2-OH {\displaystyle \rightarrow } CH3(CH2)6-CH2-ONa + 0,5 H2
CH3(CH2)6-CH2-ONa + CH3Br {\displaystyle \rightarrow } CH3(CH2)6-CH2-O-CH3 + NaBr